# 오트카탕가주

오트카탕가 주의 위치

오트카탕가주(프랑스어: Haut-Katanga)는 콩고 민주 공화국 남동부에 위치한 주로 주도는 루붐바시이며 면적은 132,425km2, 인구는 3,960,945명(2005년 기준), 인구 밀도는 30명/km2이다.
2006년에 개정되어 2015년에 시행된 콩고 민주 공화국 헌법에 따라 카탕가 주에서 분리되어 신설되었다. 서쪽으로는 루알라바 주, 북서쪽으로는 오트로마미 주, 북동쪽으로는 탕가니카 주와 접하며 동쪽과 남쪽으로는 잠비아와 국경을 접한다.